# The Man in the Net
The Man in the Net is een Amerikaanse film noir uit 1959 onder regie van Michael Curtiz. In Nederland werd de film destijds uitgebracht onder de titel De man in het net.

## Verhaal
John Hamilton vertrekt samen met zijn vrouw Linda van het drukke New York naar het platteland. Hij wil er schilderijen maken van spelende kinderen in het bos. Linda overleeft het avontuur niet en de plaatselijke bevolking verdenkt John van duistere praktijken.

## Rolverdeling
| Acteur            | Personage            |
| ----------------- | -------------------- |
| Alan Ladd         | John Hamilton        |
| Carolyn Jones     | Linda Hamilton       |
| Diane Brewster    | Vicki Carey          |
| John Lupton       | Brad Carey           |
| Charles McGraw    | Sheriff Steve Ritter |
| Tom Helmore       | Gordon Moreland      |
| Betty Lou Holland | Roz Moreland         |
| John Alexander    | Mijnheer Carey       |
| Edward Binns      | Commandant Green     |
| Kathryn Givney    | Mevrouw Carey        |
| Barbara Beaird    | Emily Jones          |
| Susan Gordon      | Angel Jones          |
| Michael McGreevey | Buck Ritter          |
| Charles Herbert   | Timmie Moreland      |
| Steven Perry      | Leroy                |